# Rebel Moon. Частина 2: Та, що лишає шрами
Бунтівний місяць. Частина 2: Та, що лишає шрами (англ. Rebel Moon – Part Two: The Scargiver) — американський епічний космічний фільм-опера 2024 року, знятий Заком Снайдером за сценарієм, який він написав у співавторстві з Куртом Джонстадом і Шей Хаттеном. Дія фільму, що є прямим продовженням «Бунтівний місяць: Дитя вогню» (2023), відбувається на віддаленому місяці Вельдт, куди Кора з командою воїнів вирушає на допомогу фермерам, щоб захистити їхній дім і боротися за нього проти Материнського світу. Софія Бутелла, Джимон Гонсу, Ед Скрейн, Міхіль Гаусман, Пе Ду На, Рей Фішер, Стаз Нейр, Фра Фі, Еліз Даффі, Шарлотт Маґґі, Стюарт Мартін, Кері Елвес та Ентоні Гопкінс повертаються до своїх ролей з першого фільму.
Через тиждень після початку обмеженого показу в кінотеатрах у США, 19 квітня 2024 року фільм став доступний до перегляду на платформі Netflix. Як і його попередник, фільм отримав загалом негативні відгуки від критиків. Режисерська версія з рейтингом R під назвою «Rebel Moon. Глава 2: Прокляття прощення» (англ. Rebel Moon – Chapter Two: Curse of Forgiveness) вийшла на екрани 2 серпня 2024 року.

## Сюжет
Кора та її союзники — Ґаннар, Терек, Немезис, Тайтус і Міліус — повертаються до їхнього з Ґаннаром села на Вельдті, вважаючи, що Аттікус Ноубл, якого вона вбила, мертвий, і що її група перешкодила поверненню Імперіуму до села, щоб забрати надлишки зерна. Але Еріс, який працює подвійним агентом села та Імперіуму, повідомляє їм, що Імперіум має прибути за п'ять днів. Бійці приєднуються до селян, щоб за три дні зібрати врожай, маючи намір використати борошно як важіль, щоб утримати Імперіум від бомбардування села. За два дні, що залишилися, Тайтус має намір навчити селян воювати.
Кора і Ґаннар стають коханцями, і вона зізнається, що Балізаріус змусив її взяти участь у вбивстві королівської сім'ї Материнського світу, причому Кора сама застрелила принцесу Іссу. Балізаріус намагався звинуватити її в перевороті, але вона втекла на Вельдт на кораблі Імперіуму, щоб сховатися від покарання.
Протягом двох днів група тренує жменьку селян, розробляючи план, що передбачає риття окопів і тунелів у полях, закладання вибухівки та підготовку десантного корабля Кори. Члени групи також розкривають одне одному своє минуле, але Кора відмовляється розповідати про свою причетність до вбивства королівської сім'ї. Коли прибуває Ноубл зі своїм дредноутом, його війська сканують село, виявляючи, де ховаються жінки та діти під захистом Немезис та Еріса, і відправляють війська, щоб захопити село. Ноубл обіцяє пощадити жителів села, якщо Кора здасться, і вона підкоряється, але Ґаннар, не бажаючи дозволити Корі здатися, влаштовує засідку і тікає разом з нею. Тайтус і Терек очолюють село і успішно відбивають першу хвилю нападу, хоча Немезис гине, захищаючи жінок і дітей.
Великий контингент важкоброньованих і механізованих військ другої хвилі Імперіуму відтісняє нечисленних захисників назад, знищуючи більшу частину села, але Кора і Ґаннар використовують свій десантний корабель і вкрадену форму Імперіуму, щоб проникнути на дредноут Ноубла, де Кора закладає вибухівку на його джерело живлення. Джиммі прибуває, щоб допомогти селянам та їхнім союзникам відбити штурм. В цей час вибухівка детонує, знищуючи дредноут Ноубла. Ґаннар отримує смертельне поранення, а Ноубл перемагає Кору в дуелі, після чого отримує поранення від Ґаннара, що бути убитим Корою. Кора і Ґаннар тікають з дредноута, а Девра Бладдакс та її повстанці прибувають на кораблях, щоб знищити залишки військ Імперіуму на Вельдті. Ґаннар помирає від ран.
Після цього село оплакує загиблих, а Кора зізнається у своєму минулому, про яке, як з'ясовує Тайтус, він уже знав. Він також дізнається, що Ісса жива, і група оголошує про свої наміри знайти її та боротися проти Балізаріуса, Материнського світу та Імперіуму.

## Акторський склад
- Софія Бутелла — Кора / Артелеїс, колишній солдат Імперіуму, яка збирає воїнів з усієї галактики для боротьби проти Материнського світу.
- Джимон Гонсу — Тайтус, колишній генерал Імперіуму, завербований очолити боротьбу проти Материнського світу.
- Ед Скрейн — Аттікус Ноубл, адмірал і права рука Балізаріуса.
- Міхіль Гаусман — Ґаннар, коханий Кори та фермер, який приєднується до неї в її спробах захистити Вельдт.
- Пе Ду На — Немезис, кіборг-фехтувальниця.
- Рей Фішер — Дерріен Бладакс, загиблий воїн і брат Деври, завербований Корою.
- Ентоні Гопкінс — голос Джей-Сі-1435, «Джиммі», представник раси механічних лицарів.
- Стаз Нейр — Терек, дворянин, який став ковалем і вміє спілкуватися з тваринами .
- Фра Фі — Балізаріус, тиран та прийомний батько Кори, який захопив контроль над Материнським світом.
- Клеопатра Коулмен — Девра, сестри Бладакса та лідера групи повстанців, що протистоять Материнському світу.
- Стюарт Мартін — Ден, місцевий фермер і мисливець.
- Інґвар Сіґурдссон — Гейґен, друг Кори, який допоміг їй відновити життя після того, як вона покинула Імперіум
- Альфонсо Еррера — Кассіус, воїн команди Ноубла.
- Кері Елвес — король.
- Ріан Ріс — королева.
- Стелла Грейс Фіцджеральд — принцеса Ісса.
- Еліз Даффі — Міліус, лейтенант повстанець, завербований Дерріеном.
- Скай Янґ — Еріс, молодий солдат Імперіуму, який протистоїть жорстокості своїх товаришів
- Шарлотт Маґґі — Сем, дівчина з села на Вельдті.

## Фільмування

### Розробка
«Бунтівний місяць» натхненний роботами Акіри Куросави, фільмами «Зоряні війни» та журналами Heavy Metal. Джонстад і Снайдер вперше почали говорити про створення фільму у 1997 році. Проект почав розроблятися як частина франшизи «Зоряних воєн», яку Снайдер запропонував компанії Lucasfilm невдовзі після продажу Lucasfilm компанії The Walt Disney Company у 2012 році. Цей проект мав стати більш зрілим поглядом на всесвіт «Зоряних воєн».
Друга частина отримала понад $16,6 млн податкових пільг від штату Каліфорнія за те, що витратила понад $83 млн на виробництво в цьому штаті.

### Постпродакшн
Назви двох частин — Part One: A Child of Fire та Part Two: The Scargiver — були оприлюднені у тизер-трейлерах, показаних на Gamescom у серпні 2023 р. У березні 2024 р. вийшов офіційний трейлер.

## Музика
Композитор Том Голкенборґ був залучений до написання музини для другої частини, він же був автором до першої частини Бунтівного місяця. У березні 2024 року було оголошено про вихід трек-листа під назвою «Songs of the Rebellion», заснованого на персонажах всесвіту Rebel Moon. У ньому беруть участь кілька виконавців, зокрема Jessie Reyez, Tokischa, Tainy, Aespa, Tokimonsta, Black Coffee та Kordhell. Реліз відбувся 5 квітня 2024 року.

## Вихід у прокат
Фільм Rebel Moon — Part Two: The Scargiver вийшов на екрани окремих кінотеатрів США протягом тижня 12 квітня 2024 року, а 19 квітня 2024 року вийшов у прокат на Netflix.
Новелізація, заснована на режисерській версії фільму В. Кастро, була опублікована Titan Publishing Group 4 червня 2024 року.

## Сприйняття

### Відгуки критиків
На сайті-агрегаторі рецензій Rotten Tomatoes 16 % із 116 відгуків критиків є позитивними, із середньою оцінкою 3,7/10. Консенсус веб-сайту такий: «Другий фільм - це не корекція курсу, а об'єднання всього, що заплутано в його попереднику. Це нудна космічна опера, повна пласких нот». Metacritic, використовуючи середньозважену оцінку, поставив фільму 35 балів зі 100, спираючись на 28 відгуків критиків, що вказує на «загалом несприятливі» відгуки.
Саймон Абрамс з RogerEbert.com дав фільму одну з чотирьох зірок, сказавши, що він «відчувається таким же анемічним і нікчемним, як несексуальні сцени в касетному, перевиробленому «порно». Боб Штраус із San Francisco Chronicle написав, що більша частина фільму «не набагато краща за похідну, каламутну першу частину», але відчув, що бойових сцен останніх 45 хвилин було достатньо, щоб підняти загальну оцінку до двох з половиною з чотирьох зірок. Девід Ерліх з IndieWire назвав фільм «катастрофічно нудним фільмом».
Денис Федорук з ITC.ua дав фільму загалом негативний відгук зазначивши: «Це все ще те саме до болю абсурдне, надмірне у своїй пафосності та відверто вторинне кіно, у якому приблизно стільки ж сповільнених кадрів, скільки й зерен у мішках. При цьому вбога драматургія подається так, ніби перед нами розгорнулася справжня давньогрецька трагедія, але сльози можуть з'явитися хіба що крізь сміх».
Як і перша частина, режисерська версія була сприйнята неоднозначно. Рецензуючи режисерську версію, Чейз Гатчінсон з Collider сказав, що їй «бракує глибини чи добре побудованої дії, і вона не пропонує нічого вартого перегляду, незважаючи на додавання ще майже двох годин».
І навпаки, Зоша Міллман з Polygon вважає режисерську версію кращою. Переглядаючи режисерські версії обох фільмів разом, Міллман написала: «Зрештою, „Чаша крові“ закінчується сильнішою обіцянкою для майбутніх частин, ніж „Прокляття прощення“, але навіть при тривалому хронометражі та великій кількості побічних завдань, ніколи не виникає відчуття, що Снайдер відкусив більше, ніж може проковтнути».

### Перегляди
Після прем'єри 19 квітня на Netflix фільм зібрав 21,4 мільйона переглядів за три дні, що зробило його найпопулярнішим англомовним фільмом на сервісі з 15 по 21 квітня. Це був третій поспіль номер один на Netflix для Снайдера, починаючи з «Армії мерців» і продовжуючи першою частиною «Бунтівного місяця». Однак, він набрав 44. 2 мільйони годин перегляду, що означає значне падіння порівняно з першою частиною. Повідомлялося, що перша частина мала 54,1 мільйона годин перегляду за перші три дні. Фільм залишився на першому місці з 18,8 мільйонами переглядів за перший повний тиждень доступності, який все ще зараховувався як його власний другий тиждень на першому місці, після дебютного уїк-енду. У той же час було згадано, що тижневик Variety помістив фільм на першу сходинку свого потокового чарту з більш ніж 741 мільйоном переглядів порівняно з іншими. За тиждень після цього фільм опустився на третє місце з 6 мільйонами переглядів, оскільки загалом у світі фільм зібрав 46,2 мільйона переглядів. Згідно з третім узагальненням від Netflix «What We Watched: A Netflix Engagement Report», «Бунтівний місяць 2» зібрав 55,8 мільйона переглядів з 19 квітня по 30 червня 2024 року.

## Продовження серії
У квітні 2024 року співавтор сценарію Курт Джонстад оголосив, що хоча спочатку планувалася трилогія фільмів, зрештою франшиза складатиметься з шести фільмів; пояснивши, що історії для кожної оригінальної частини були розширені до двох частин. Сценарист заявив, що обробка третього і четвертого фільмів завершена, і Снайдер наразі пише третій фільм. Того ж дня Снайдер заявив, що загальна кількість фільмів у серії буде або чотири, або шість, залежно від того, чи буде друга і третя частини трилогії також розділені на дві частини, чи ні.